# Zamacra excavata
Zamacra excavata là một loài bướm đêm trong họ Geometridae.